# Tsavoryt

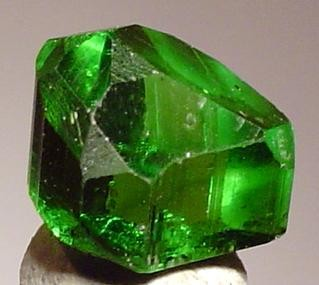

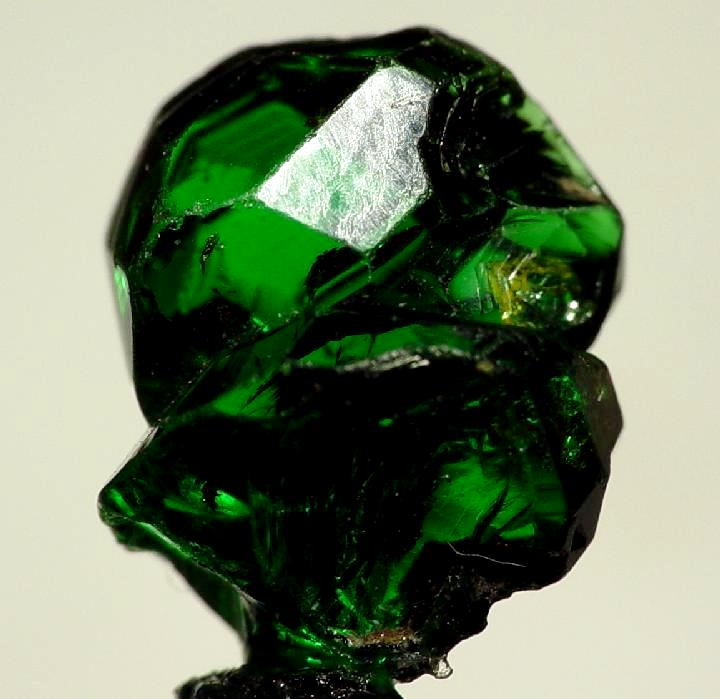

Tsavoryt – minerał z gromady krzemianów, jest grossularem czyli wapniowo – glinowym granatem.  Został odkryty w 1967 roku przez brytyjskiego geologa Campbella R. Bridgesa na granicy Kenii i Tanzanii. Nazwę zaproponował sir Henry Platt, prezes przedsiębiorstwa Tiffany & Co., dla upamiętnienia Tsavo East National Park, w pobliżu którego został odkryty w 1974 r.

## Właściwości
Ma niezwykle atrakcyjną barwę – jest przezroczysty, szmaragdowozielony. Swoją barwę  uzyskał dzięki obecności domieszek wanadu, chromu – (jonów wanadu jest średnio od 1-9 razy więcej niż chromu; wzrost ilości wanadu powoduje pociemnienie barwy zielonej aż do niebieskawej), żelaza, tytanu oraz śladowych ilości manganu, magnezu i niklu.
Ma bardzo intensywny blask, bo  posiada bardzo wysoki współczynnik załamania światła – 1,74 (np. szmaragd, z którym jest porównywany  – 1,57). Ma dwukrotnie większą od niego dyspersję – tsavoryt – 0,028, szmaragd – 0,014. Większa wartość dyspersji wpływa na jego lepszy efekt brylancji.  
Ma wysoką twardość – 7,5 w skali Mohsa, zbliżoną do twardości szmaragdu.
Czyste kryształy należą do rzadkości, najczęściej mają wtrącenia grafitu, apatytu, tlenków żelaza, włóknistych inkluzji ciekłych zw. końskim ogonem. 

## Występowanie
Miejsca występowania: Tanzania, Kenia – okolice Voi

## Zastosowanie
- wyjątkowo atrakcyjny i ceniony kamień wykorzystywany w jubilerstwie, spopularyzowany przez Tiffany & Co.[potrzebny przypis]